# Lachen (Nesselwang)
Lachen ist ein Gemeindeteil des Marktes Nesselwang im bayerisch-schwäbischen Landkreis Ostallgäu.

## Geographie
Das Dorf liegt nordöstlich des Kernortes Nesselwang und westlich des Nesselwanger Gemeindeteils Attlesee an der Kreisstraße OAL 23. Nördlich des Ortes verläuft die A 7, südöstlich erstreckt sich das 37,15 ha große Naturschutzgebiet Attlesee.

## Baudenkmäler
In der Liste der Baudenkmäler in Nesselwang ist für Lachen die katholische Kapelle St. Magnus als einziges Baudenkmal aufgeführt. Bei dem 1694 erbauten und 1716 erweiterten Gebäude handelt es sich um einen Satteldachbau mit Glockenstuhl und Segmentbogenfenstern.